# Synenaria borealis
Synenaria borealis är en skalbaggsart som beskrevs av Marc Lacroix 1993. Synenaria borealis ingår i släktet Synenaria och familjen Melolonthidae. Inga underarter finns listade i Catalogue of Life.